# Chó Bouvier des Ardennes
Chó Bouvier des Ardennes là một giống chó hiếm có nguồn gốc từ Bỉ. Giống chó này có nguồn gốc từ vùng Ardennes, được sử dụng để chăn gia súc. Sự biến mất dần của các trang trại trong khu vực đã dẫn đến sự suy giảm nghiêm trọng số lượng những con chó giống này cho đến năm 1985 khi một số nhà lai tạo tìm thấy một vài con chó và sử dụng tiêu chuẩn giống gốc như hướng dẫn lai tạo trong việc tái tạo lại giống chó.

## Lịch sử
Trong quá khứ, tất cả những giống chó làm việc với gia súc được gọi là Bouvier (bovine herder). Mỗi khu vực trên toàn khu vực đều có loại hình chó chăn gia súc riêng. Từ các giống chó cổ lông xù xì, những con chó này được đánh giá cao trong vai trò những con chó bảo vệ và những con chó đi săn. Khi kỉ nguyên cơ giới hóa tiến đến, nhu cầu đưa gia súc ra thị trường đã biến mất và do đó tạo nên việc hỗ trợ đến từ các phương tiện di chuyển.
Chó Bouvier des Ardennes gần như bị tuyệt chủng sau cuộc chiến đẫm máu của Chiến tranh thế giới thứ nhất. Nhiều giống trong số các giống chó hiếm hơn đã bị mất hoàn toàn. Các giống chó hoàn toàn bị tuyệt chủng, chỉ còn trong trí nhớ bao gồm: Chó Bouvier de Roulers, Chó Bouvier de Moerman và Chó Bouvier de Paret. Các giống chó còn sót lại là các giống: chó Bouvier de Ardennes và Chó Bouvier des Flandres.